# Марьинка
Ма́рьинка (укр. Ма́р’їнка) — город в Покровском районе Донецкой области Украины, административный центр Марьинской городской общины До 2020 года был центром Марьинского района, будучи городом районного значения. Входит в Донецкую агломерацию. Находится вблизи железнодорожной станции Красногоровка, на реке Осыковая, притоке Волчьей (бассейн Днепра). Непосредственно к черте города с востока примыкает застройка Петровского района Донецка.
В период вторжения России на Украину Марьинка была полностью разрушена в ходе штурма города российской армией.

## Население
| Год  | Количество жителей |
| ---- | ------------------ |
| 1859 | 1318               |
| 1885 | 1758               |
| 1897 | 2287               |
| 1908 | 2597               |
| 1933 | 2454               |
| 1934 | 3220               |
| 1939 | 6236               |
| 1959 | 7883               |
| 1970 | 9347               |
| 1979 | 10135              |
| 1989 | 10944              |
| 1992 | 11200              |
| 1994 | 11000              |
| 1998 | 10900              |
| 2002 | 10722              |
| 2003 | 10591              |
| 2004 | 10376              |
| 2005 | 10296              |
| 2006 | 10206              |
| 2007 | 10143              |
| 2008 | 10105              |
| 2009 | 10108              |
| 2010 | 10029              |
| 2011 | 9978               |
| 2012 | 9944               |
| 2013 | 9913               |
| 2014 | 9829               |
| 2015 | 9775               |
| 2016 | 9712               |
| 2017 | 9672               |
| 2018 | 9530               |
| 2019 | 9456               |
| 2020 | 9376               |
| 2021 | 9256               |
| 2022 | 9357               |
| 2023 | 0                  |

По данным переписи 2001 года украинцы составляли 81,23 % населения города, русские — 15,80 %.
С ноября 2022 года в городе не осталось гражданского населения.

### Языковой состав
Родной язык населения по данным переписи 2001 года:
| Язык       | Численность, чел. | Доля     |
| ---------- | ----------------- | -------- |
| Украинский | 7 383             | 70,11 %  |
| Русский    | 3 046             | 28,93 %  |
| Другое     | 101               | 0,96 %   |
| Итого      | 10 530            | 100,00 % |

## История

### Период до 1917 года
С 1844 года здесь селились казаки и крестьяне Черниговской, Полтавской и Харьковской губерний, в 1859 году проживало 1316 человек (220 дворов). В 1874 году Марьинка стала волостным центром Мариупольского уезда. Жители Марьинки трудились на Трудовских и Вознесенских рудниках. В 1869 году была открыта церковно-приходская школа, в 1896 году — одноклассное земское училище с трёхлетним сроком обучения. Накануне Первой мировой войны в селе насчитывалось 524 двора.
В 1918—1919 годах Марьинка побывала под контролем австро-германских, белых и красных войск.

### Советский период (1919—1941)
16 апреля 1920 года Марьинка вошла в Юзовский район Донецкой губернии.
В 1922 году создана первая сельскохозяйственная коммуна «Победа». В 1928 году в село переведён Пирятинский педагогический техникум. В 1932 году создана машинно-тракторная станция (МТС). В 1938 году Марьинка получила статус посёлка городского типа. К 1941 году завершены электрификация и радиофикация, работали две общеобразовательные школы, клуб, библиотека.

### Немецкая оккупация (1941—1943)
Немецко-фашистская оккупация Марьинки длилась с 11 октября 1941 года до начала сентября 1943 года. За годы оккупации немцы вывезли на принудительные работы в Германию около 2000 жителей, сожгли педагогическое училище, разрушили школу, библиотеку, Марьинскую МТС вывезли в Германию. Всего на фронтах Великой Отечественной войны погибли 5075 жителей села.

### Послевоенный период
После Великой Отечественной войны построен ряд промышленных предприятий. В 1951 году начал работу Марьинский хлебокомбинат, в 1953 году открыт новый район залежей каменного угля «Южный Донбасс», в 1959 году построен шиноремонтный завод. В 1963 году заново отстроен Марьинский молокозавод, сооружено водохранилище.
28 марта 1977 года посёлок получил статус города.

### Российско-украинская война (2014—2022)

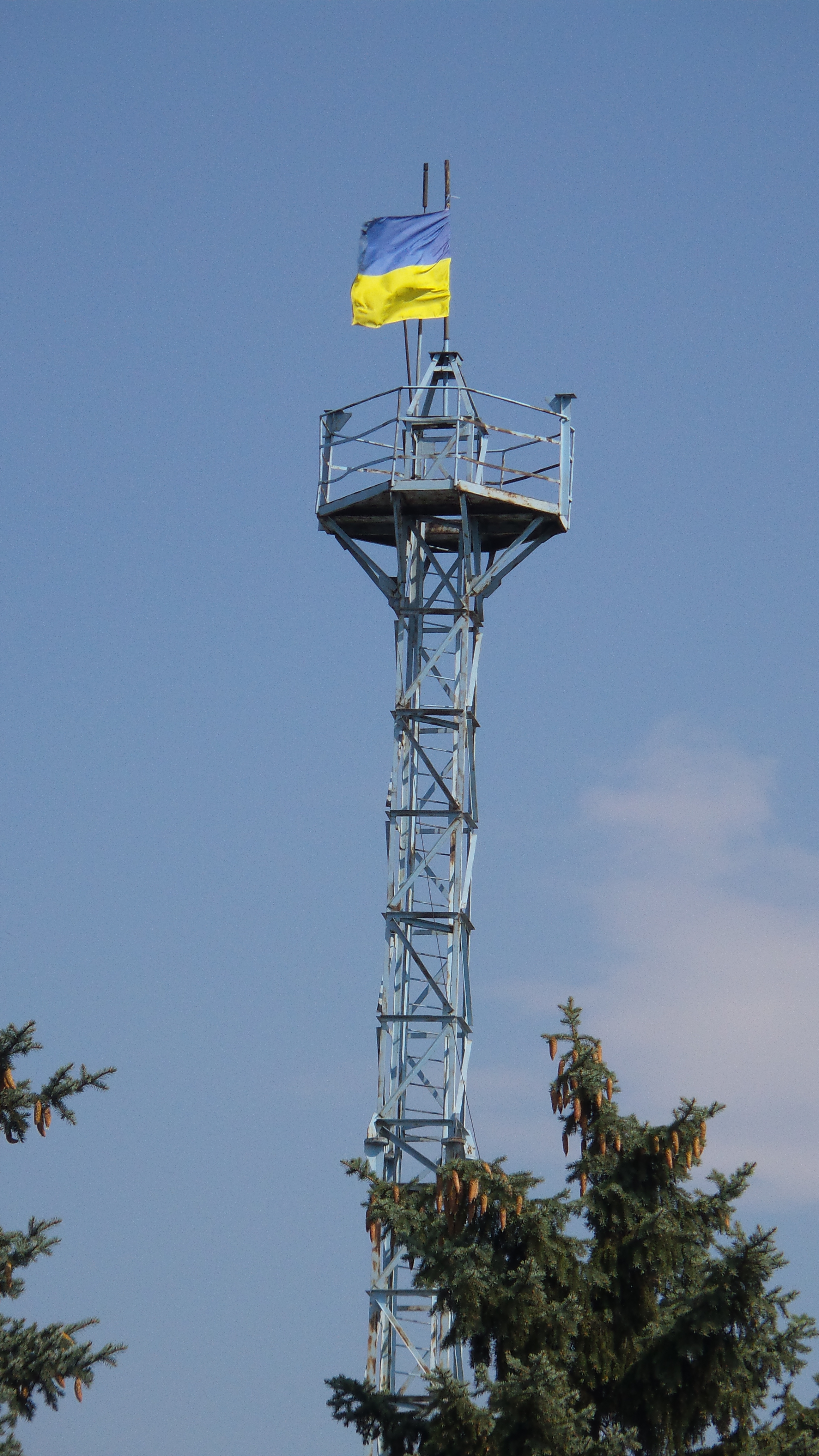
Флаг Украины на радиомачте в центре города, август 2014 года.

В июле—августе 2014 года Марьинка оказалась в полосе фронта между силами контролируемой Россией ДНР и ВС Украины и подверглась многократным артобстрелам, в результате которых погибли десятки человек.
В начале июня 2015 года в районе Марьинки и Красногоровки сторонами в ходе многочасового встречного боя было применено тяжёлое вооружение; по оценкам журналиста Би-би-си, столкновение стало самым масштабным с момента подписания договорённостей «Минск-2» в феврале 2015 года.
После начала вторжения России на Украину с марта 2022 года в Марьинке проходят ожесточённые столкновения между войсками РФ и ВСУ, в результате город был полностью разрушен в 2023 году. 25 декабря 2023 года, по сообщению министра обороны России Сергея Шойгу, российские войска установили полный контроль над Марьинкой. На следующий день, 26 декабря 2023 года, главнокомандующий Вооружёнными силами Украины Валерий Залужный заявил, что украинские войска отошли из Марьинки и закрепились на её окраинах.

## Экономика
Шиноремонтный завод (построен в 1959 году). Пищевые предприятия (Марьинский молокозавод «Лактис» — около 50 наименований продукции, хлебокомбинат, Марьинская пищевкусовая фабрика — крупы, мука, растительное масло, халва и другое). Бывшие колхозы имени Шевченко, «Победа». Более 40 % занятых в народном хозяйстве трудятся в промышленности.

## Достопримечательности
- Марьинский районный дворец культуры (просп. Ворошилова)
- Областной госпиталь для ветеранов Великой Отечественной войны (ул. Осипенко)
- Храм Казанской иконы Божией Матери, который был полностью разрушен в апреле 2023 года[23].

## Социальная сфера
Донецкий областной госпиталь для инвалидов Великой Отечественной войны, школа-интернат для детей-сирот, 2 из 6 школ (1 600 учеников), 2 детсада, библиотека, музыкальная школа, дом культуры, детско-юношеская спортивная школа.

## Галерея

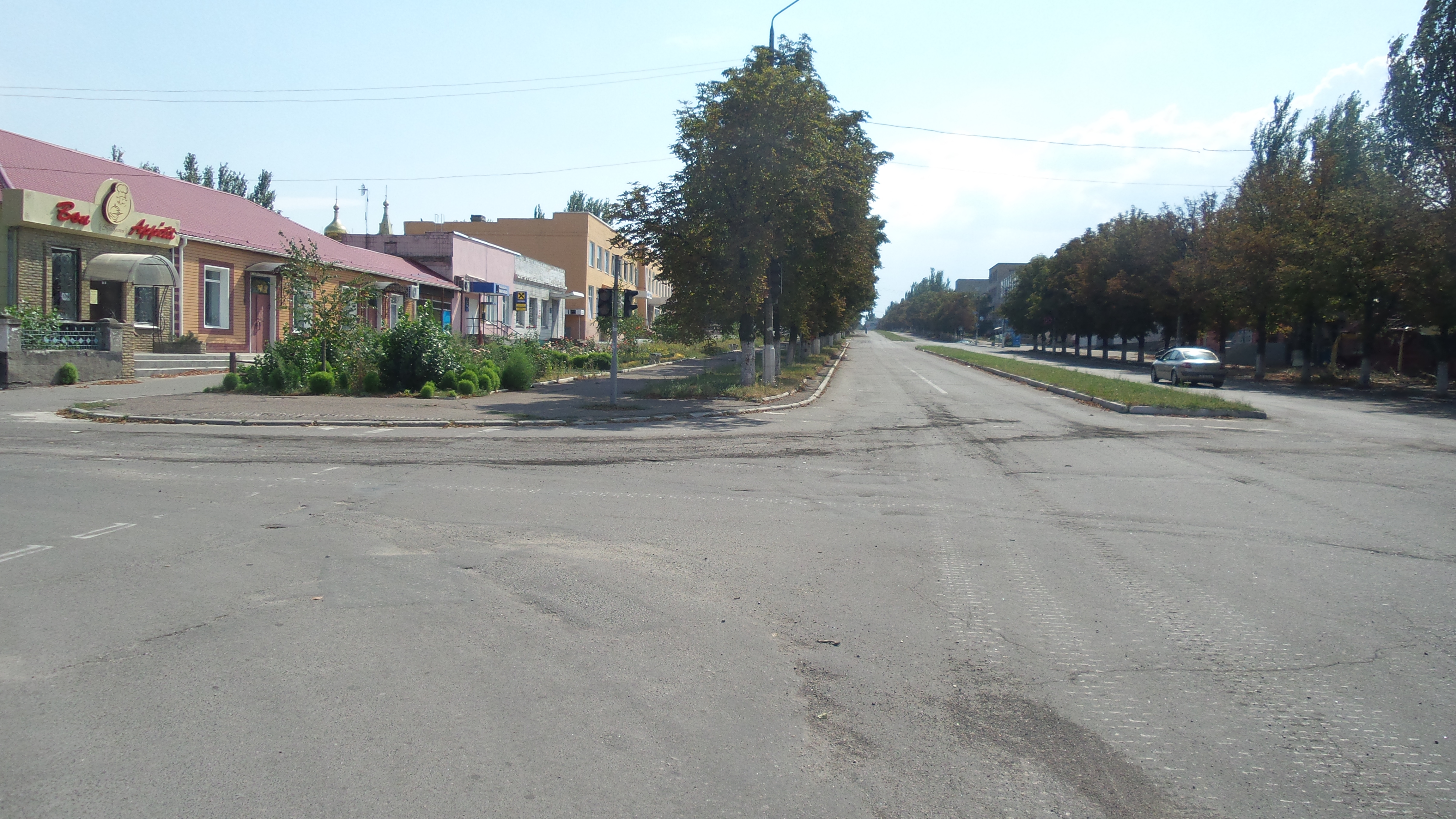
Центр Марьинки
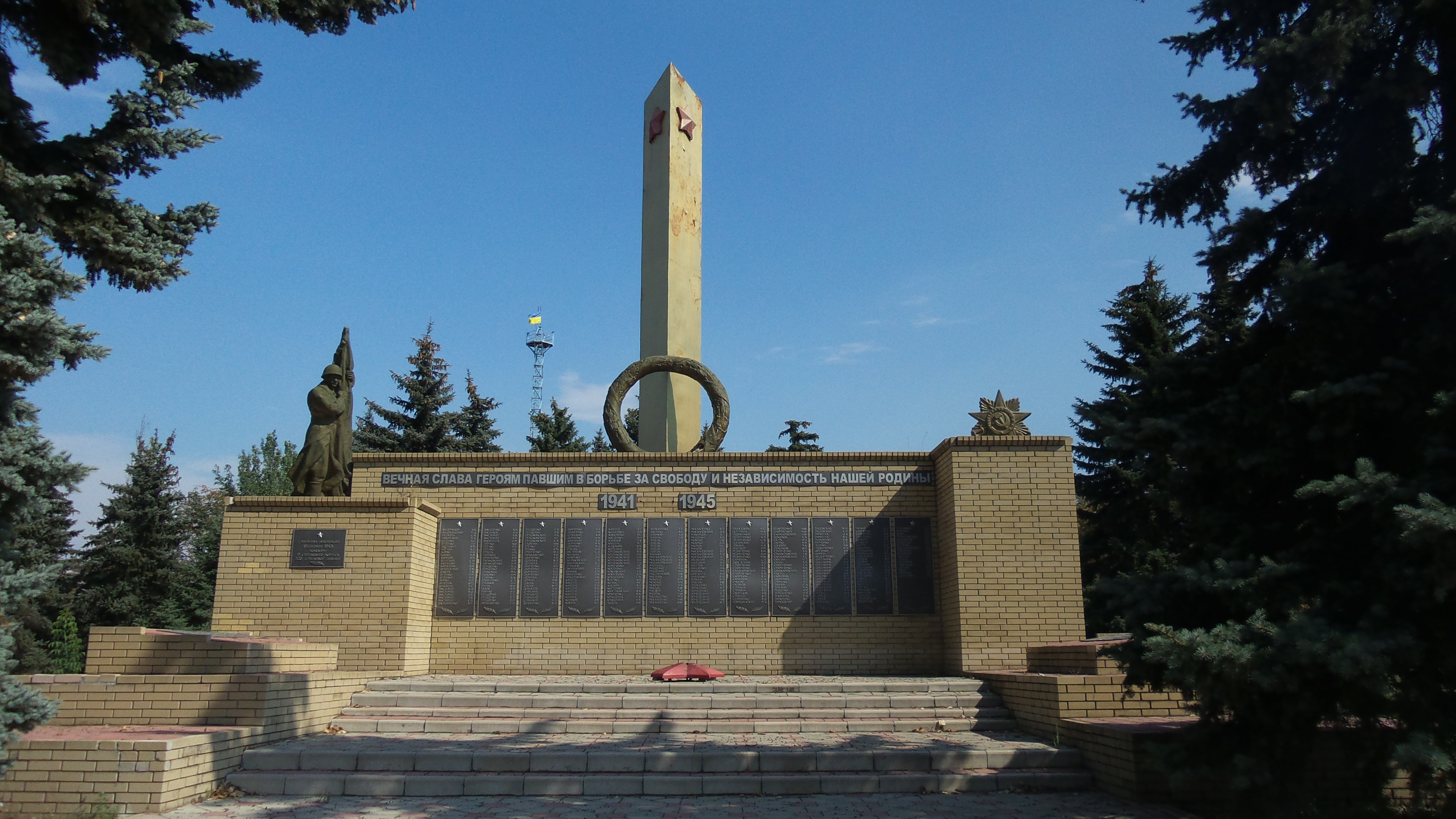
Мемориал погибшим во Второй мировой войне
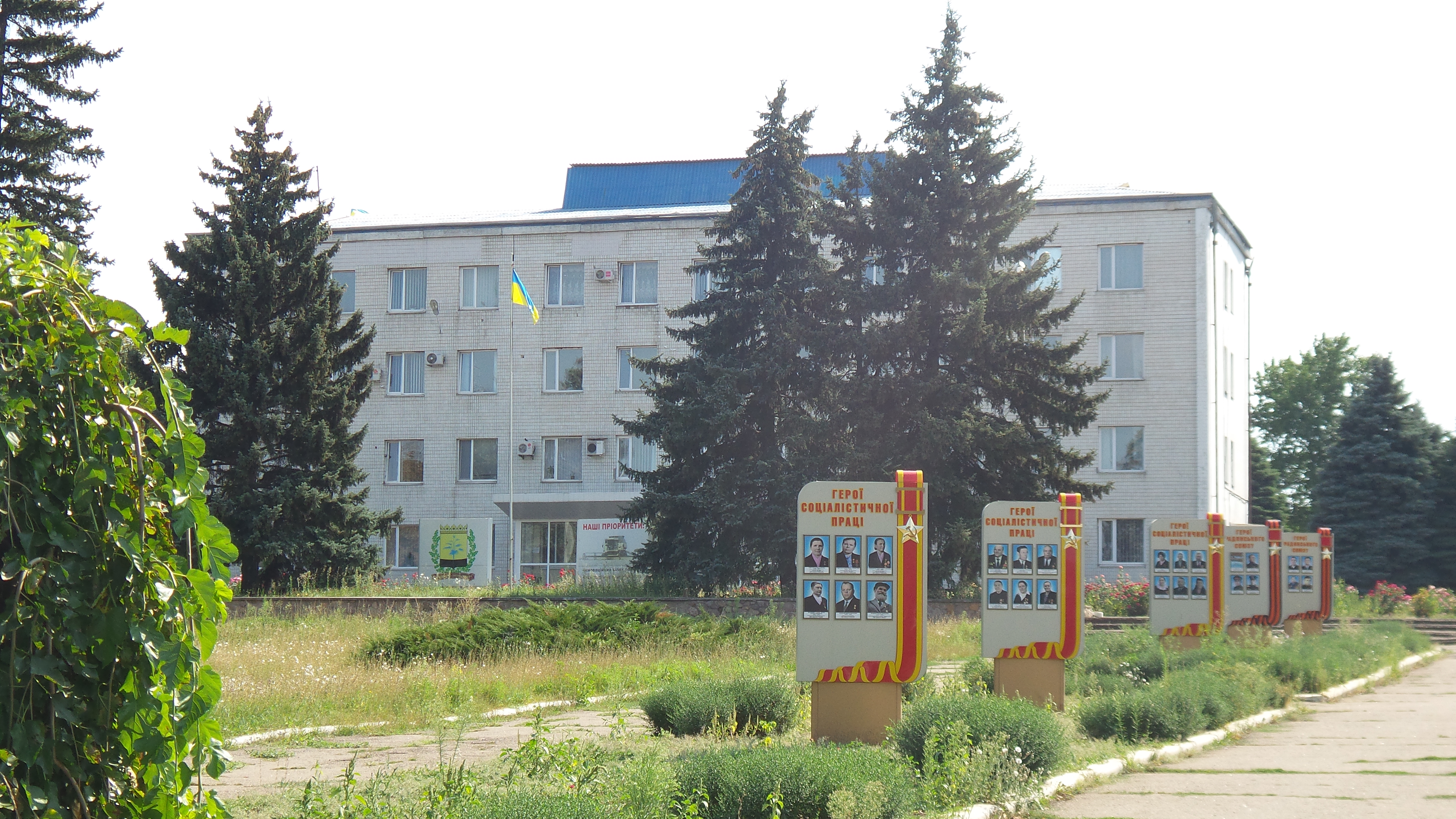
Районный совет
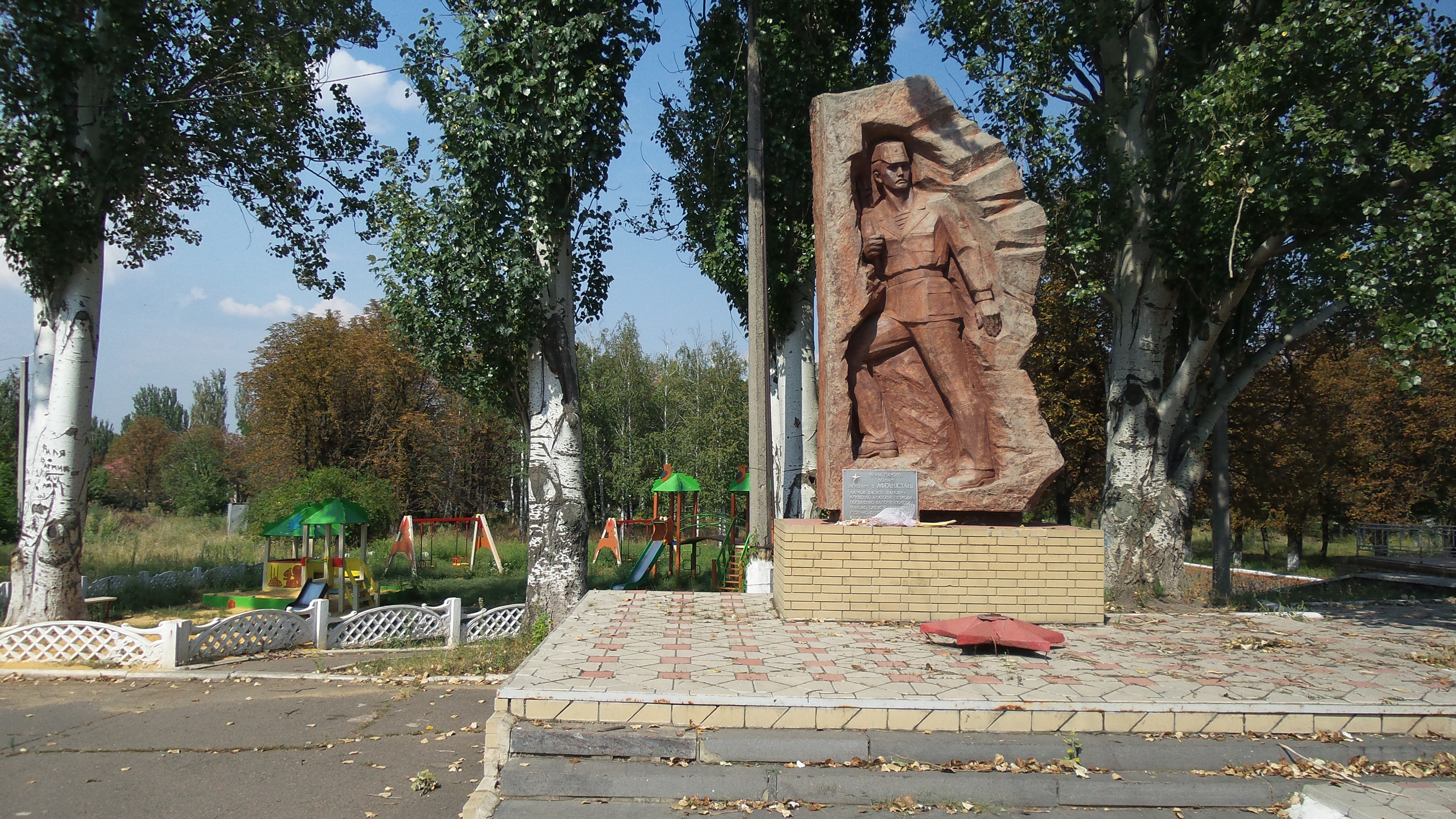
Мемориал погибшим в Афганской войне в городском парке